# Gemma (nome)
Gemma  è un nome proprio di persona italiano femminile.

## Varianti
- Alterati: Gemmina[1][2]
- Maschili: Gemmo[1][2]
  - Alterati: Gemmino[1][2]

### Varianti in altre lingue
- Catalano: Gemma[3][4]
- Galiziano: Xema[4]
- Inglese: Gemma[3][5], Jemma[3][5]
  - Ipocoristici: Gem[5], Gemmie[5], Gemmy[5]
- Olandese: Gemma[3]
- Spagnolo: Gema[3][4]

## Origine e diffusione

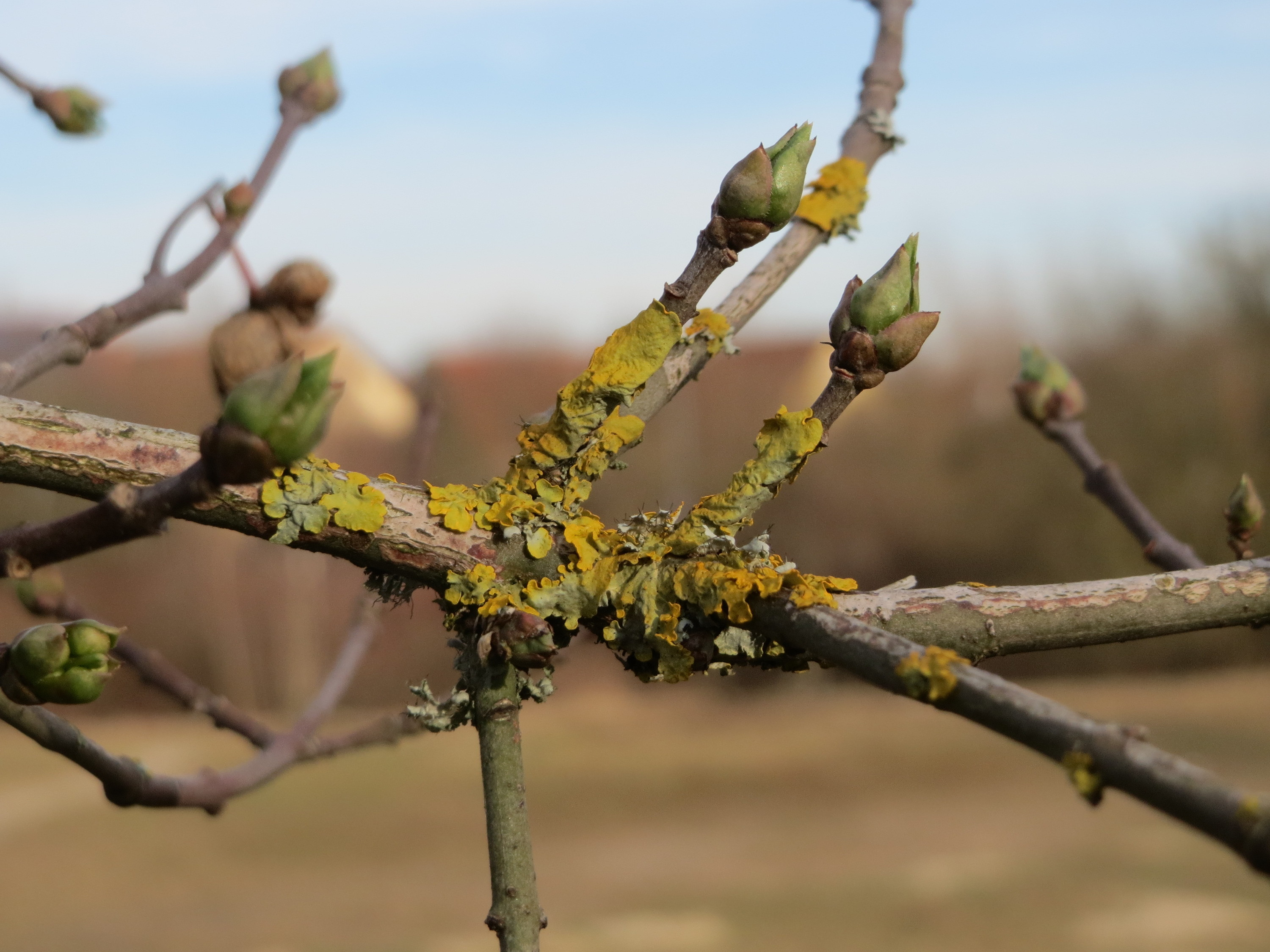
Gemme su un ramo di berretta del prete ad Hockenheim (Germania)

Riprende un soprannome italiano medievale Gemma, attestato già nel tardo impero romano: esso è basato sul vocabolo latino e poi italiano gemma, che indicava in origine il germoglio di una pianta e, poi, anche una pietra preziosa, entrambi significati conservati anche in italiano moderno. Il nome venne portato da Gemma Donati, la moglie di Dante Alighieri, ed è anche il nome tradizionalmente usato per la stella Alfa Coronae Borealis.
Si tratta di un tipico nome augurale, della stessa risma di altri quali Margherita, Perla, Ambra, Rubina e via dicendo, alla cui diffusione ha contribuito anche il culto di alcune sante, in particolare la vergine lucchese Gemma Galgani; in Italia è attestato in tutto il Centro-Nord, mentre è più raro nel Sud.
Durante il Medioevo era usato anche in Inghilterra, ma non sopravvisse, e venne ripreso solamente nel XIX secolo.

## Onomastico
L'onomastico si può festeggiare in memoria di più sante, alle date seguenti:
- 11 aprile (16 maggio per i passionisti e nella diocesi di Lucca), santa Gemma Galgani, vergine e mistica lucchese[6][7]
- 13 maggio (12 maggio su alcuni calendari; la festa patronale si celebra dall'11 al 13 maggio), santa Gemma, vergine e reclusa a Goriano Sicoli[6][7][8]
- 20 giugno, santa Gemma, vergine e martire della Saintonge[7]
- 18 settembre, santa Gemma, vergine irlandese[6]

## Persone
- Gemma Arterton, attrice britannica

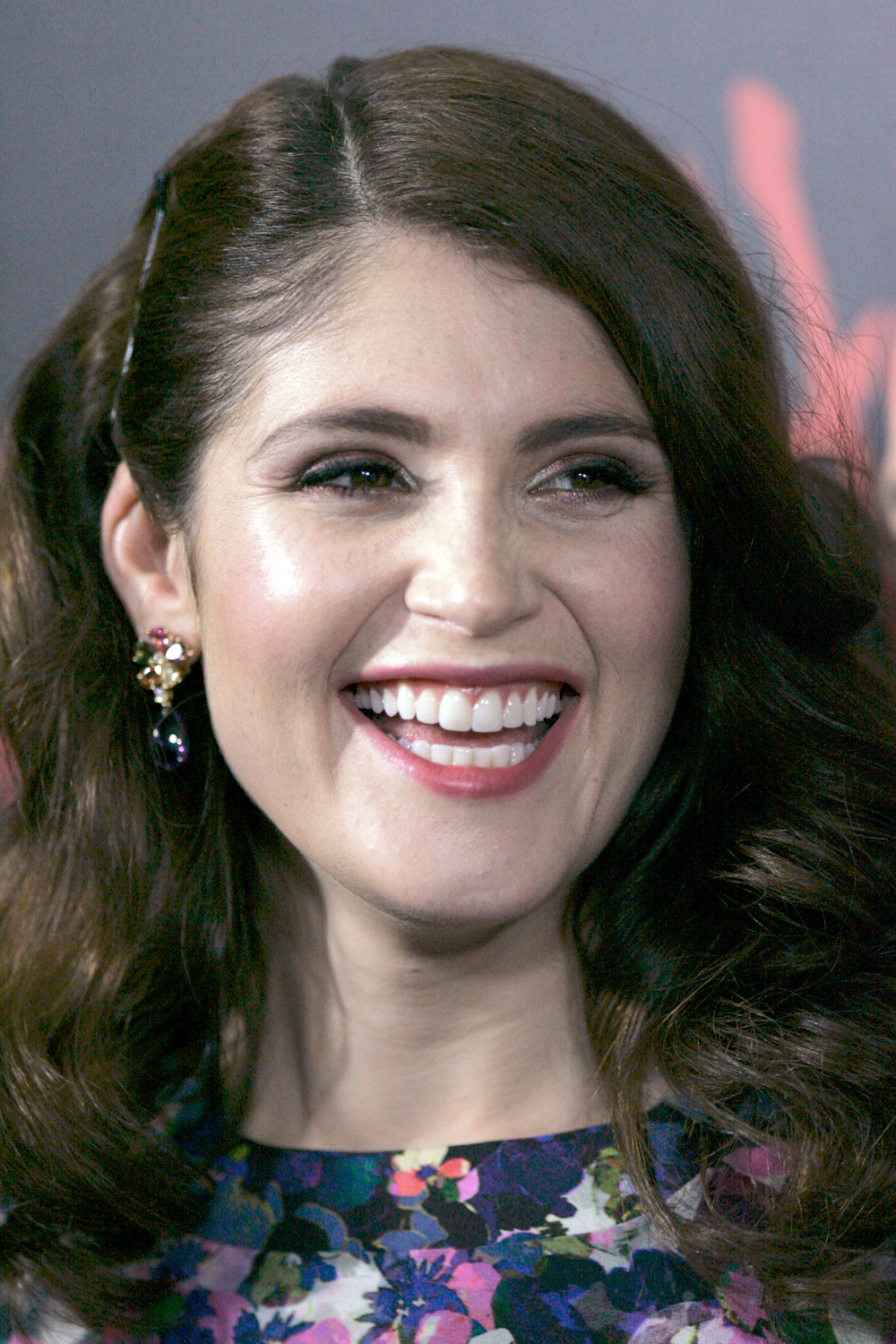
Gemma Arterton

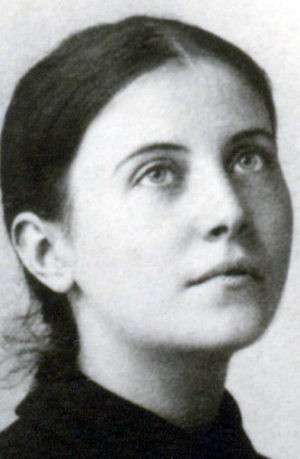
Gemma Galgani

- Gemma Atkinson, attrice, personaggio televisivo e modella britannica
- Gemma Bellincioni, soprano italiano
- Gemma Bertagnolli, soprano italiano
- Gemma Bolognesi, attrice italiana
- Gemma Chan, attrice e modella britannica
- Gemma Craven, attrice e cantante irlandese
- Gemma de Gresti, filantropa italiana
- Gemma Donati, moglie di Dante Alighieri
- Gemma Donati, attrice e doppiatrice italiana
- Gemma Galgani, mistica italiana
- Gemma Griarotti, attrice e doppiatrice italiana
- Gemma Jones, attrice britannica
- Gemma Mengual, sincronetta spagnola
- Gemma Spofforth, nuotatrice britannica
- Gemma Ward, supermodella australiana

### Variante Gema
- Gema Zamprogna, attrice canadese

### Variante Jemma
- Jemma Griffiths, vero nome di Jem, cantautrice britannica
- Jemma Lowe, nuotatrice britannica
- Jemma McKenzie-Brown, attrice britannica
- Jemma Powell, attrice britannica
- Jemma Redgrave, attrice inglese

## Il nome nelle arti
- Gemma di Sant'Eremo è un personaggio dell'omonimo film del 1918, diretto da Alfredo Robert.
- Gemma di Vergy è un personaggio dell'omonima opera lirica Gaetano Donizetti.
- Gemma Mirtilli è la protagonista del film del 2001 Ravanello pallido, diretto da Gianni Costantino.
- Gemma Semmolone è un personaggio della commedia Miseria e nobiltà di Eduardo Scarpetta (1887), nonché del celebre film omonimo che ne fu tratto nel 1954, diretto da Mario Mattoli.
- Gemma Foresi è la protagonista del romanzo breve La provinciale di Alberto Moravia (1933), e della successiva riduzione cinematografica realizzata da Mario Soldati nel 1953 (La provinciale (film 1953))
- Gemma Teller Morrow è la protagonista femminile della serie televisiva del 2008 di Kurt Sutter Sons of Anarchy.